# Likpe-Santrokofi jezici
Likpe-Santrokofi jezici, malena podskupina nigersko-kongoanskih jezika raširenih na malenom području jugoistočne Gane uz granicu s Togom, koja s jezicima lelemi-akpafu čini širu skupinu lelemi, dio šire skupine potou-tano.
Pripadaju joj dva jezika s blizu 35.000 govornnika. Predstavnici su: selee [snw] 11.300 (2003 GILLBT) u selima Benua, Bume i Gbodome; i sekpele [lip] kojim govori narod Sekpele.

## Vanjske poveznice
- Ethnologue (14th)
- Ethnologue (15th)